# 二条良基

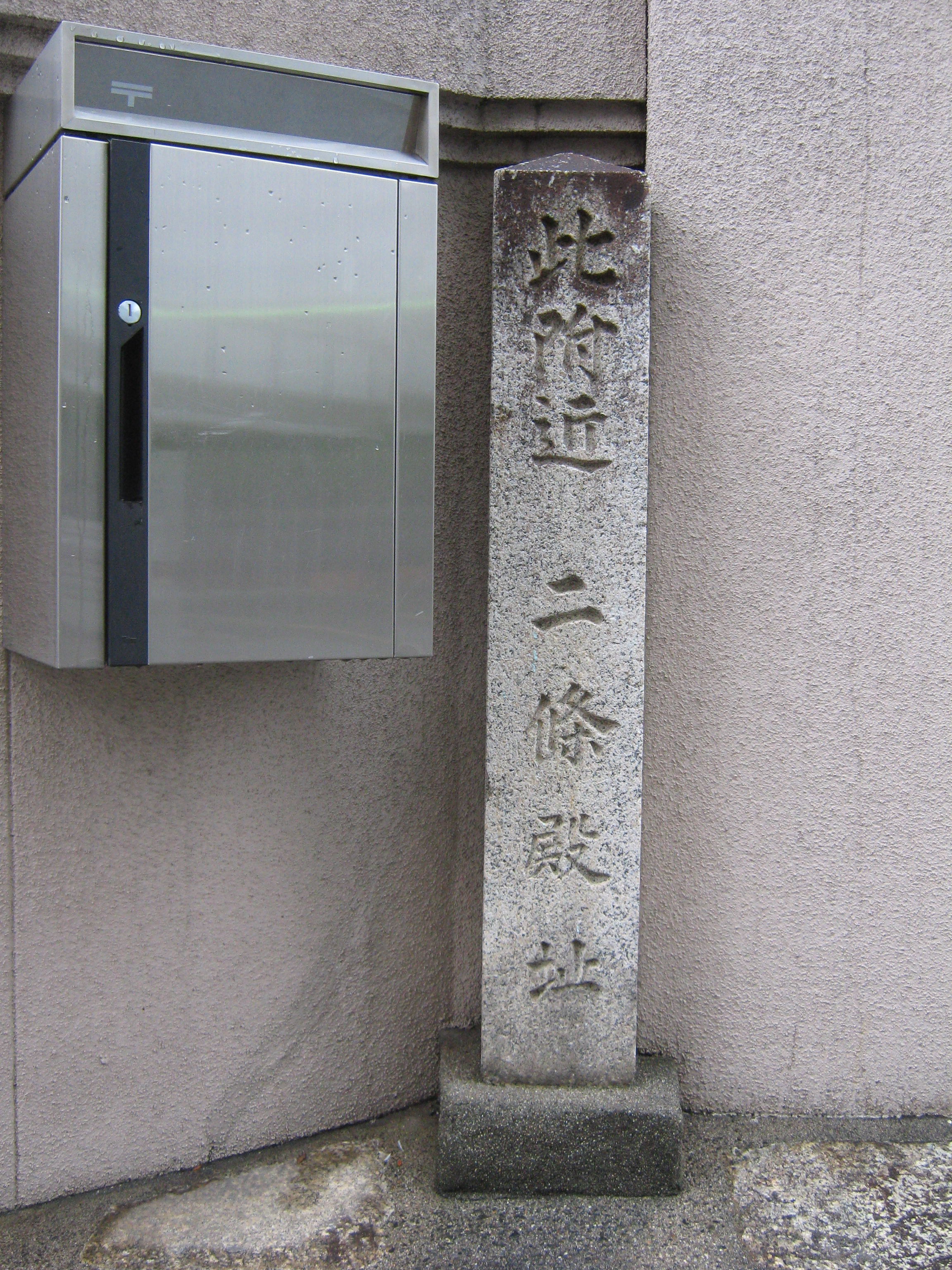
二条良基邸・二条殿址・京都市中京区両替町通御池上る東側

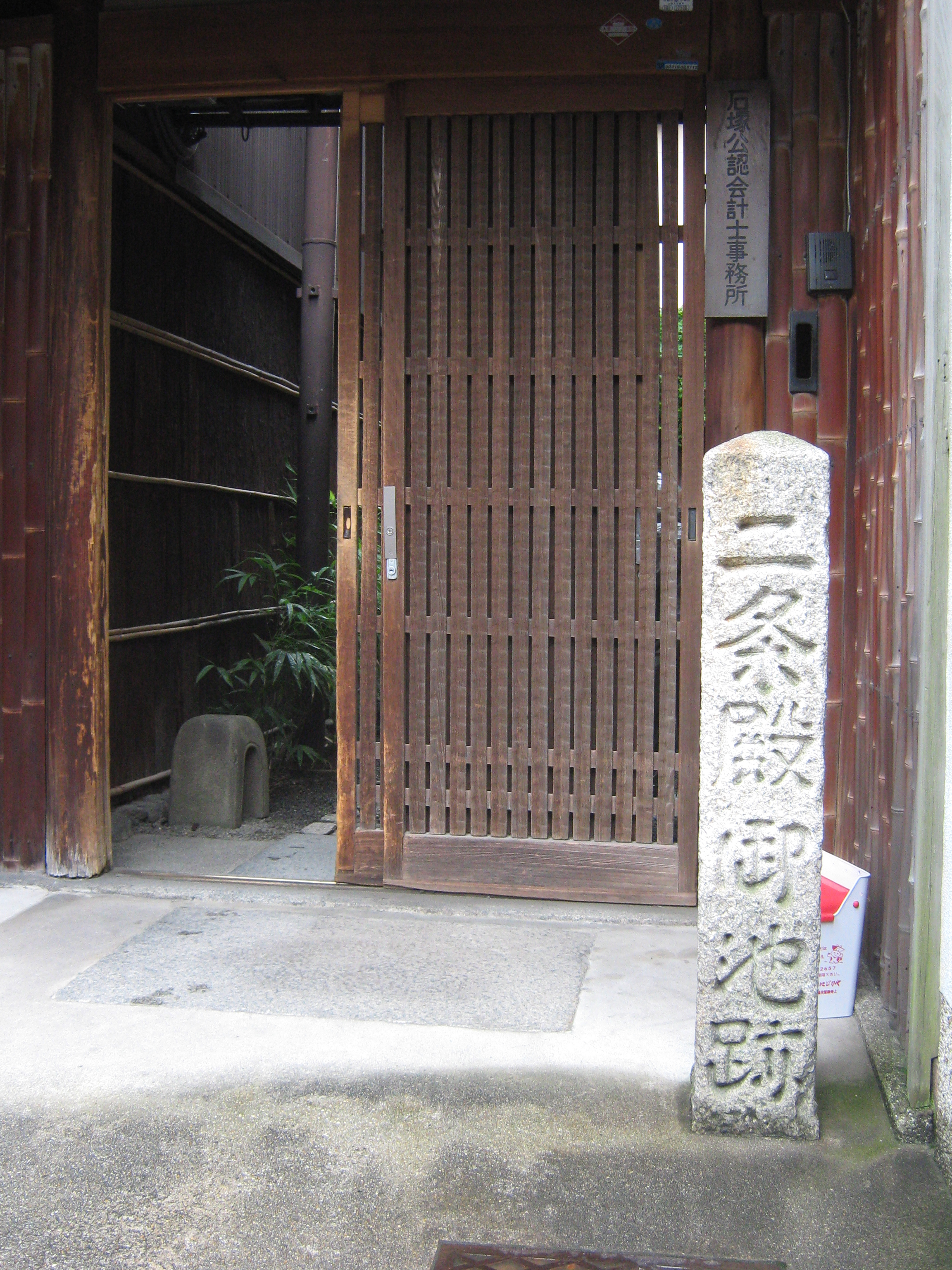
二条良基邸・二条殿御池址・京都市中京区室町通押小路下る東側

二条 良基（にじょう よしもと）は、南北朝時代の公卿、歌人であり連歌の大成者である。従一位。摂政、関白、太政大臣。二条家5代当主。最初の関白は在任13年間の長期にわたり、死の間際まで通算5度（数え方によっては4度）にわたって北朝4代の天皇の摂政・関白を務めた。

## 生涯

### 関白就任まで
嘉暦2年（1327年）、8歳で元服して正五位下侍従となり、わずか2年で従三位権中納言に昇進する。ところが13歳の時、元弘の乱が発生して後醍醐天皇は隠岐島に配流され、内覧であった父・道平は倒幕への関与が疑われて幽閉され、良基も権中納言兼左近衛中将の地位を追われた。このため、二条家は鎌倉幕府より断絶を命じられる状況に追い込まれたが、翌年に鎌倉幕府が滅亡、京都に復帰して 建武の新政を開始した後醍醐天皇に仕える。二条道平は近衛経忠とともに内覧・藤氏長者として建武政権の中枢にあり、新政が実質上開始された元弘3年（1333年)には姉の栄子が後醍醐天皇の女御となり、良基も14歳で従二位に叙された。
ところが、建武2年（1335年）に父・道平が急逝、翌建武3年（1336年）には足利尊氏によって政権を追われた後醍醐天皇は吉野へ逃れて南朝（吉野朝廷）を成立させる。叔父の師基は南朝に参じたが、この年17歳で権大納言となっていた良基もまた天皇を深く敬愛していたにもかかわらず、後見であった曽祖父師忠（実は大伯父）とともに京都にとどまり、北朝の光明天皇に仕える。なお、師忠・良基いずれの意向かは不明であるが、足利将軍家が擁する光明天皇の元服・践祚の儀式が行われたのは、二条家の邸宅であった押小路烏丸殿である。
光明天皇もこれに応えるべく、 暦応元年/延元3年（1338年）には良基に左近衛大将を兼務させ、その2年後に21歳で内大臣に任命している。内大臣任命の前年には母を、任命の翌年には曽祖父・師忠を相次いで失うが、その間にも北朝の公卿として有職故実を学ぶとともに、朝儀・公事の復興に努めた。康永2年（1343年）、右大臣に任命されるが、同時に左大臣には有職故実の大家で声望の高い閑院流の洞院公賢が任じられた。一条経通・鷹司師平と前現両関白はともに公賢の娘婿であり、良基と公賢は北朝の宮廷において長く競争相手となる。康永4年/興国6年（1345年）には、当時左大臣である公賢が慣例的に一上と認められていることに、良基が一上補任の宣旨が無いことを理由に異議を挟み、自らがその職務を務める意思を示している（『園太暦』目録康永2年5月18日条・『師守記』同年7月17日条）。これは、公賢から朝儀・公事の復興の主導権を奪って自分が朝廷再建の中心に立とうとする積極的な意思表明であった。なお、この年には良基最初の連歌論書である『僻連抄』が著されている。

### 関白在任と正平一統
貞和2年/正平元年（1346年）2月29日、27歳で光明天皇の関白・藤氏長者に任命され、2年後の崇光天皇への譲位後も引き続き留任した。同時に治天の君であった光厳上皇の院評定の一員であり、朝儀・公事の復興に積極的に努めたが、摂関家における正統な有職故実を継承すると自負する良基の自説のこだわりは強く、崇光天皇の即位式の次第を巡って光厳上皇や洞院公賢らと衝突し、公賢からは良基の故実学は「偏執」であると難じられた（『園太暦』別記）。
だが、足利氏の内部抗争から観応の擾乱が起こり、観応2年/正平6年（1351年）に足利尊氏が南朝に降伏して正平一統が成立すると、11月7日に北朝天皇や年号が廃止され、良基も関白職を停止される。更に光明・崇光両天皇期の任官を全て無効とされて、良基は後醍醐天皇時代の従二位権大納言に戻される一方、公賢は改めて左大臣一上に任命された。南朝では既に二条師基が関白に任じられており、良基の立場は危機に立たされた。良基は心労によって病に倒れたが、それでも御子左流の五条為嗣とともに南朝の後村上天皇に拝謁を計画する（『園太暦』正平7年2月26日条）など、当初は南朝政権下での生き残りを視野に入れた行動も示した。
ところが正平7年（北朝としては「観応3年」、1352年）に、京都を占領した南朝軍が崇光天皇・光厳・光明両上皇、皇太子直仁親王を京都から連行すると、足利義詮は和議を破棄、同時に公賢が構想していた直仁親王を後村上天皇の皇太子にすることで両統迭立を復活させる和平構想（『園太暦』観応2年12月15日・17日条）も破綻した。そのため、義詮は光厳上皇の母西園寺寧子（広義門院）を治天に擬し、その命によって新たに崇光の弟弥仁王（後光厳天皇）を擁立して北朝を復活させる構想を打ちたてる。これはかなり無理のある方法であり、乏しい正統性を補強する必要もあって、義詮は良基を関白に復職させようとする。足利将軍家の意向と勧修寺経顕の説得を受ける形で、6月25日に良基は広義門院から関白「還補」の命を受け、2日後に昨年の南朝側による人事を無効として崇光天皇在位中の官位を戻した。なお、前年11月7日から6月25日までの期間に南朝側によって行われた良基に対する措置を有効として関白解官→前関白の関白還補（再任）とみる（この場合、南朝の師基が同期間の関白として扱われる）か、これを無効として職権遂行が不可能な状況下で関白在任が継続されたとみるかによって良基の通算在任回数の数え方（計5度か計4度か）が変わることになる。良基は勧修寺経顕や松殿忠嗣ら側近とともに北朝の再建に尽力する。だが、朝廷では三種の神器のない天皇の即位に対して異論が噴出した。その際、良基は「尊氏が剣（草薙剣）となり、良基が璽（八尺瓊勾玉）となる。何ぞ不可ならん」と啖呵を切ったとされる（『続本朝通鑑』）。この過程で和平構想に失敗した公賢とその縁戚である一条経通・鷹司師平らの政治力は失墜し、政務は年若い新帝や政治経験の無い広義門院を補佐する形式で良基とその側近達及び九条経教・近衛道嗣ら新帝支持を決断した少数の公卿らによって運営していくことになる。
だが、翌文和2年/正平8年（1353年）には、南朝側の反撃によって京都陥落の危機が迫ると、足利義詮は後光厳天皇を良基の押小路烏丸殿に退避させ、そのまま天皇を連れて延暦寺を経由した後美濃国の土岐頼康の元に退去していった。良基は体調の悪化もあり、 坂本から嵯峨中院の山荘に引き籠った。この間に押小路烏丸殿を占拠した南朝軍は良基を後光厳天皇擁立の張本人として断罪し、同邸に残された二条家伝来の家記文書は全て没収されて叔父師基の元に送られた（『園太暦』文和2年7月11日条）。ところが、そのような状況下で7月20日頃に良基は病身を押して後光厳天皇のいる美濃国小島へと旅立った。これについて、洞院公賢によれば最初に小島に駆けつけた摂関家を新しい関白にするという噂があることを記している（『園太暦』文和2年8月5日条）。もっとも、良基よりも先に駆けつけた近衛道嗣が関白に任じられることは無かったことから、事実とは異なるようである。27日には先に小島にいた叔父の今小路良冬に迎えられた良基は翌日に天皇に拝謁した。9月3日には垂井に移った天皇や良基を迎えに尊氏が到着し、10月21日に京都に復帰した（この行幸の際に書かれた仮名日記が『小島のすさみ』である）。後光厳天皇は以後、良基と道嗣を重用するようになり、京都に留まっていた経通や公賢は二心を疑われていよいよ遠ざけられた。文和3年/正平9年（1354年）暮にも南朝軍が京都を占領して、天皇や良基は近江国に退避したが、これは短期間に終わった。ただし、その前後からの戦闘で京都は食糧不足に陥っており、文和4年/正平10年（1355年）1月には関白以下の「困窮者」に対して足利将軍家の配慮で食糧が与えられる有様であった（『賢俊僧正日記』1月27日条）。だが、これ以後は南朝の攻勢も弱まり、やや落ち着いた時期を迎える。だが、南北両朝の京都争奪の過程で双方が自陣営に従わない公卿に対して解官・所領没収などの処分を行って制裁したことから、南朝側からの嫌疑を避けるために朝儀への参加を躊躇う公卿が続出したために北朝の朝儀は良基ら北朝支持を鮮明にした少数の公家で行われたために、本来であれば家格・官職の要件を満たさない公卿が内弁などを務めて失態を行う事態が相次いだ。康安元年に開催された節会は全て名家級の公卿が内弁であったが、良基はこれらの節会に出仕して彼らに対する作法の指南に当たった。この頃、良基は土岐頼康の娘を側室とし、また文和5年（延文元年/正平11年・1356年）には救済・佐々木道誉らとともに『菟玖波集』の編纂にあたり、同年3月25日付の良基の和文序が残されている。同集は遅くても翌年春までに完成し、同年閏7月11日には准勅撰として認定された。
ところが、延文2年/正平12年（1357年）に南朝に奔った元関白近衛経忠の子･実玄を一乗院門主から排除しようとして、北朝側の大乗院が引き起こした興福寺の内紛において、良基が藤氏長者として裁定にあたったが、その内容が経忠の系統を近衛家の嫡流として扱い（裏を返せば、経忠と対抗関係にある道嗣には摂関就任権がない）、かつ自分の猶子・良玄を実玄の後継者とする（以前より二条家を含む九条流摂関家が大乗院を、近衛流摂関家が一乗院を管轄する原則があったが、良基はその破棄を意図した）ものであったため、興福寺は勿論のこと、近衛道嗣や洞院公賢（道嗣の北政所は公賢の孫娘）、更に興福寺からの南朝勢力排除を望んで大乗院に同情する態度を示していた室町幕府の不満が高まった。そして実玄を支持する一乗院の衆徒が奈良市中で大乗院派に対する焼き討ちを行ったのを機に延文3年/正平13年（1358年）9月12日、次期将軍に内定していた足利義詮が関白の更迭を求める奏請を行った。ここに至って良基も窮地に陥り、11月14日に辞意を表明し、12月29日に正式に九条経教と交替した。（途中中断を含めて）関白就任から13年目のことであった。

### 良基の「天下独歩」
良基は関白の地位を追われたものの、依然として内覧の職権を与えられており、自ら「太閤」を号して朝廷に大きな影響力を与えていた。また、文化的な活動にも積極的に参加している。貞治2年/正平18年（1363年）に二条派の歌人頓阿とともに著した『愚問賢注』が同年2月30日には後光厳天皇に進上され、次いで足利義詮にも贈呈された。これは良基が歌道に関する疑問を頓阿に質問して、頓阿が二条派の立場から答えた書である。これによって、良基は二条派の庇護者としての立場を得るとともに、後光厳天皇や義詮との関係回復・強化を図ったと言える（ただし、良基自身の和歌は冷泉派の影響も受けている）。また、ほぼ同じ頃行阿（源知行）を招いて『源氏物語』の講義を聴いている。だが、関白職はこの間に九条経教から近衛道嗣に移っていた。道嗣の後見人であった太政大臣洞院公賢は既に延文5年/正平15年（1360年）に没していたものの、道嗣は天皇側近としての地位を固めつつあった。この年の6月に氏社である春日大社に納めたとみられる良基の願文草案が伝わっているが、そこには関白還補に対する強い思いと良基曰く「凶臣」道嗣への激しい非難に満ちている。だが、若い道嗣は良基の敵ではなく、願文奉納直後の6月27日には道嗣が辞任して、良基が関白に還補された。貞治5年/正平21年（1366年）長男師良が内大臣に任じられ、三男は一条房経急逝によって断絶した一条家の後継者となり、経嗣と名乗った。更にこの年には冷泉為秀・頓阿らとともに年中行事歌合を主催して、朝廷儀礼や王朝古典の研究を進めた。貞治6年/正平22年（1367年）8月27日、義詮の要請によってやむなく鷹司冬通に関白を譲った。だが、良基の朝廷内部での権勢は相変わらずであった。経嗣は父・良基の没後に生前の父親を回想して「後光厳院殿御代、独歩天下、公家政務殆在掌、世有帰復（服）之威」（『荒暦』応永元年11月6日条）と記している。この年の暮れ、義詮が急死し、足利義満が室町幕府三代将軍となり、細川頼之が執事（管領）となった。
応安2年/正平24年（1369年）、良基の長男・師良が関白に就任した。応安4年（1371年）、後光厳天皇は後円融天皇に皇位を譲った。ところが、同年に興福寺の内紛が再燃し、暮れに一乗院実玄・大乗院教信両門跡の配流要求を掲げて新帝の即位式妨害を図るべく興福寺衆徒による春日神木の入洛が行われた。ところが、後光厳上皇が新帝の即位式の妨害を図る強訴に憤慨して強硬な態度を示し、反対に衆徒側も柳原忠光・広橋仲光・中御門宣方・万里小路嗣房ら上皇側近を次々と放氏処分として、更に幕府の信任が厚い一方で興福寺と対立関係にあった三宝院光済・覚王院宋縁・赤松性準・赤松範顕の配流という更なる条件を加えたために、良基らの仲介にもかかわらず交渉はまとまらなかった。興福寺衆徒はこの内紛の元凶は実玄を庇護した良基にあるとして、応安6年/文中2年（1373年）8月6日に良基を放氏処分にした。藤氏長者経験者の放氏は前代未聞であり、政敵の近衛道嗣ですら衝撃を受けた。ところが、良基は謹慎するどころか春日明神の名代である摂関の放氏はありえないと述べて全く無視し、翌年に後光厳上皇が危篤に陥ると直ちに参内して善後策を協議した（『保光卿記』応安7年1月27日条）。ところが、興福寺衆徒を非難し続けた後光厳上皇の崩御が衆徒を勢いづけ、更に後円融天皇の即位式を直ちに行う必要性に迫られた朝廷と幕府は要求の全面受け入れを決定し、11月8日には良基も続氏となって、神木も3年ぶりに奈良に戻った。なお、この間の応安5年/文中元年（1372年）には、良基は『筑波問答』・『応安新式』を著している。

### 足利義満と良基
かくして応安7年/文中3年（1374年）暮れから翌永和元年/天授元年（1375年）にかけて漸く、後円融天皇即位に関わる一連の行事が行われた。永和元年、足利義満が初参内を行い、良基は『聖徳太子憲法抄』（玄恵が著者とされるが、良基が玄恵に仮託して著したとする説もある）を贈っている。良基は正平一統以後の政情を現実的に捉え、武家政権の長である室町幕府将軍を公家政権の一員に加えることで、北朝の安定を図ろうとしていた。なお、永和元年頃に良基が観阿弥の子・鬼夜叉（後の世阿弥）と出会い、その舞を賞賛して「藤若」の名を与えたとされている。この年の暮れに師良は九条忠基に関白を譲り、翌永和2年/天授2年（1376年）の元日に良基は准三后に叙せられた。南朝による北畠親房の叙任を除けば、九条道家以来のことであった。永和4年/天授4年（1378年）3月に21歳で権大納言となった義満は8月に右近衛大将を兼ねた。近衛大将は行幸・節会などで重要な職務を果たす必要があり、宮中の故実作法や文化教養に通じている必要があった。そのため、かつては在任期間4日とは言え源頼朝が任じられた歴代将軍羨望の官職である一方で、尊氏・義詮ともに就任資格を満たしながらその煩わしさから就任を避けたという職であった。室町幕府では義満のために必要な礼儀作法を伝授できる人物を求め、当初は洞院公定（公賢の孫、尊卑分脉作者）に依頼していたが、良基が自薦して幕府に同意を取り付けてしまった。10月4日から良基による義満への礼儀作法の講義が開始された。これが後に武家への迎合・追従と批判される義満と良基の関係が始まることになる。だが、これこそ北朝と室町幕府の一体化を進めて、北朝の安定化をもたらそうとする戦略の第一歩であった。康暦元年/天授5年（1379年）4月28日の白馬節会に参加した三条公忠の日記『後愚昧記』には良基を「扶持大樹之人」と呼んでいる。扶持＝礼儀作法の師匠、大樹＝将軍家のことであるから、公忠は良基を「将軍の先生」と呼んだことになる。この年、康暦の政変の発生によって管領細川頼之が失脚、足利義満、そして室町幕府が鎌倉幕府から続けてきた「鎌倉殿」の立場を脱却して「室町殿」に転じ、同時に朝廷との新たな関係を構築するきっかけとなった。
その一方で、永和4年4月に前関白の長男・師良が突如発狂し、その後出家させられて事実上廃嫡される事件が発生する。ところが、良基は直後に「大したことではない」として連歌の会を開いたことを道嗣から非難されており、家女房所生である師良よりも、良基が寵愛する次男でしかも有力守護大名土岐氏出身の母に持つ師嗣への家督継承を考えた良基が師良を廃嫡しようと圧迫した結果による精神的な病気とする見方も出されている（伊藤敬・小川剛生説）。なお、康暦元年8月25日、義満は後円融天皇に良基の関白還補を奏請したが、天皇は准三后の関白補任の例はないとしてこれを拒み、替わりに新たに嫡男となった次男・師嗣を関白に任じた。そこで永徳元年/弘和元年（1381年）、義満は改めて良基を太政大臣に奏請した。7月23日、良基は太政大臣、義満は内大臣に任ぜられた。その前年、義満の無視によって春日神木の入洛が失敗に終わり、藤原氏全体の威信低下と義満の朝廷支配の現実が明瞭となった。この頃、良基は義満のために『百寮訓要抄』を著している。翌永徳2年/弘和2年（1382年）4月11日、後小松天皇の即位とともに良基は太政大臣兼務のまま摂政に任ぜられた。これは幼帝の元服は摂政太政大臣が加冠を、次席の大臣（通常は左大臣）が理髪を行うことになっており、良基は新帝の即位灌頂及び5年後に予定されていた元服に伴う加冠を自らの手で行う意思とともに、理髪の役を師嗣ではなく既に一上左大臣となっていた義満が務めることを併せて示したのである。後小松天皇即位後は政務の実権は義満と良基の協議によって決められ、前者主導で行われた。後円融上皇はこれに反発して自殺未遂までおこすものの、治天の君の権威低下を招くだけに終わった。
嘉慶元年/元中4年（1387年）1月3日に、後小松天皇の元服が行われた。68歳になった良基はすっかり腰が曲がっており、三条実冬は日記にその危なっかしい動作振りを記している。だが、公家として叶えられる栄誉を全て占めることが出来た良基はこれに満足して、5日後に太政大臣を辞任し、2月7日には近衛兼嗣に摂政を譲った。その直後に兼嗣の父で長年の政敵であった道嗣が急死した。また、この年の11月12日には親しくしていた奉行衆松田貞秀に『近来風体抄』を授けている。ところが、翌嘉慶2年/元中5年（1388年）に今度は摂政近衛兼嗣が急逝し、そのため4月8日に良基が再度摂政に任じられた。だが、この頃には既に体調を崩しており、余命いくばくもなかった。このため、6月12日に良基は摂政を辞任して改めて関白に任じられ、その日のうちに師嗣に関白を譲る意向を後小松天皇に伝えて了承された（師嗣は翌年に弟の一条経嗣に関白を譲っている）。そして、13日の卯の刻に至って69歳の生涯を閉じた。

## 業績
文化的活動として和歌や連歌、蹴鞠などに通じ、わけても連歌の大成者として知られる。1356年には救済とともに『菟玖波集』20巻を撰したほか、『僻連抄』『連理秘抄』『筑波問答』『九州問答』『十問最秘抄』どの連歌論書を著し、1372年には連歌式目として「応安新式」を制定する。歌論書として『近来風躰』、『愚問賢注』（頓阿との問答）。仮名文の執筆にも長じて『小島のすさみ』『衣かづきの日記』『さかき葉の日記』『雲井の花』『永和大嘗会記』『雲井の御法』などの宮廷行事の記録を著す。『増鏡』の作者とする説もある。また、勅撰和歌集である『新後拾遺和歌集』仮名序も良基の作である。また、当時社会的評価が低かった猿楽能に理解を示して、少年時代の世阿弥に対して保護を加えたことも知られている。
その一方で足利尊氏・義満に深く接してその後ろ楯を得て、5度（数え方によっては4度）にわたって摂政・関白の座に就くなど、権力や名誉に対しては飽くなき野心家として見られることも多く、対立する南朝側のみならず北朝側の人々の中にも嫌悪感を持った人物（後円融天皇・洞院公賢ら）は少なくなかったといわれている。だが、朝廷儀式の再興に一貫して尽力するとともに、後光厳天皇の時代に3度にわたって南朝軍に京都を追われた苦い経験から、武家政権との連携の重要性を熟知し、その実情に即した朝廷のあり方を模索して朝幕関係の安定化に努めたことは高く評価されている。

## 備考
百瀬今朝雄は、良基の書状とされる文書には他の公家よりも女房奉書による漢字交じりの仮名文形式が多いことに注目し、これらの書状の中に女房のふりをして良基自身が執筆した直状（自筆の書状）を含んでいるのではないか？としている（当時の公家の書状は変体漢文によって作成されるのが一般的であった）。百瀬は良基が和文を好んだことも理由としながらも、一番の理由として良基が「せっかち」な性格で夜中などに緊急の書状を出す必要を感じた時に右筆を務める家司の出仕を待つ時間を惜しんだのではないか？と推測している。

## 生涯、官職および位階等の履歴
※日付＝旧暦
- 元応二年（1320年）

誕生。
- 元亨元年（1321年）

2月、祖母京極宣子、外祖父西園寺公顕薨。
- 嘉暦2年（1327年）

8月9日、元服し、禁色を許され、正五位下に叙位。　　8月14日、侍従に任官。
9月21日、左近衛少将に転任。　　9月22日、従四位下に昇叙し、左近衛少将如元。　　9月28日、左近衛中将に転任。
- 嘉暦3年（1328年）

1月5日、従四位上に昇叙し、左近衛中将如元。
3月16日、従三位に昇叙し、左近衛中将如元。
- 嘉暦4年（1329年）

6月28日、権中納言に転任し、左近衛中将如元。
- 元徳2年（1330年）

1月5日、正三位に昇叙し、権中納言・左近衛中将如元。
- 正慶元年（1332年）

4月15日、権中納言を辞任。
- 元弘3年（1333年）

5月17日、権中納言に還任。
6月12日、従二位に昇叙し、権中納言如元。
- 延元元年（1336年）

3月2日、権大納言に転任。
- 建武4年（1337年）

8月8日、正二位に昇叙し、権大納言如元。
- 暦応元年（1338年）

10月19日、左近衛大将を兼任。
- 暦応3年（1340年）

7月19日、内大臣に任。　　7月24日、左近衛大将如元。
- 暦応5年（1342年）

3月30日、東宮（興仁親王、のちの崇光天皇）傅を兼。
12月21日、左近衛大将を辞。
- 康永2年（1343年）

4月10日、右大臣に転、東宮傅如元。
- 貞和2年（1346年）

2月29日、関白宣下、内覧宣下、一座宣下、藤原氏長者宣下。右大臣・東宮傅如元。
- 貞和3年（1347年）

1月5日、従一位に昇叙し、関白・内覧・藤原氏長者・一座・右大臣・東宮傅如元。
9月16日、左大臣に転任。
- 貞和4年（1348年）

10月26日、東宮傅を辞任。
- 貞和5年（1349年）

9月13日、左大臣を辞任。
- 延文3年（1358年）

12月29日、関白を辞、内覧宣下。
- 貞治2年（1363年）

6月27日、関白宣下、一座宣下、藤原氏長者宣下。内覧如元。
- 貞治6年（1367年）

8月27日、関白を辞すも内覧宣下。
- 永和2年（1376年）

元日、准三宮宣下。
- 永徳元年（1381年）

7月23日、任太政大臣
- 永徳2年（1382年）

4月11日、摂政宣下、一座宣下、藤原氏長者宣下。准三宮・内覧・太政大臣如元。
- 永徳3年（1383年）

10月20日、内舎人随身を賜る
- 至徳4年（1387年）

1月8日、太政大臣を辞任。
2月7日、摂政を辞す。内覧宣下。
- 嘉慶2年（1388年）

4月8日、摂政宣下、一座宣下、藤原氏長者宣下。
6月13日、薨去。享年69　　号：後普光園院摂政太政大臣。

## 系譜
- 父： 関白二条道平
- 母： 従三位西園寺婉子 - 右大臣西園寺公顕女
- 正室： 美濃守護土岐頼康女
  - 次男： 関白二条師嗣（1356-1400）
  - 三男： 関白一条経嗣（1358-1418）- 関白一条経通養子
- 家女房： 左衛門督局
  - 長男： 関白二条師良（1345-1382）
- 母不詳
  - 道意（1358-1429） - 聖護院門跡、園城寺長吏、准三后
  - 満意（1376-1465） - 園城寺長吏、熊野三山検校、准三后
  - 香光院尼
- 猶子
  - 四辻善成
  - 今小路基冬
  - 良玄
  - 道豪
  - 桓教
  - 良順

『公卿補任』では南朝関白となった二条師基も良基の兄弟となっているが、実は父・道平の弟で良基誕生以前にその猶子になっていたとする説が有力である。

## 交際のあった文人
- 後醍醐天皇 - 有職故実研究書『建武年中行事』の著者および朝儀の再興者としての後醍醐天皇を生涯尊敬し続けたという[21]。
- 頓阿
- 救済
- 周阿
- 義堂周信
- 二条為定
- 二条為重
- 今川了俊
- 四辻善成

## 逸話
南北朝時代には既に使用されなくなっていた不破関の建物が老朽化により板びさしが破れて、そこから見える月が風流で美しいとの噂を聞いて、はるばる都から牛車に乗って訪ねて来たものの、高貴な方が訪れると聞いた地元の人によって破れていた箇所が修理されてしまったことを、すぐ手前の坂まで来た時に知って興醒めしてしまい、不破関に立寄らずに牛車を都の方向へ返して戻って行ったという伝説があり、その坂は「車返しの坂」(岐阜県不破郡関ケ原町今須)と呼ばれている。